# Ванєєва Олена Олександрівна
Ванєєва Олена Олександрівна — українська науковиця. Член-кореспондент НАН України (2024), доктор фізико-математичних наук (2020), провідний науковий співробітник Інституту математики НАН України (з 2021 р.),  переможниця премій L'ORÉAL-ЮНЕСКО «Для жінок у науці» (української та міжнародної «International Rising Talents»), популяризаторка математики, виконавча редакторка Українського математичного журналу.

## Біографія
Народилася 28.06.1982 у місті Дніпро.
В 1989 р. вступила до 1 класу Дніпропетровської середньої школи № 8, яку закінчила у 1999 р. зі срібною медаллю.
У 1999 році вступила на механіко-математичний факультет Дніпровського Національного Університету, який закінчила у 2004 році. Потім продовжила освіту в аспірантурі Інституту математики НАН України.
У 2008 році захистила кандидатську, а у 2020 році —  докторську дисертацію (науковий консультант — професор Роман Омелянович Попович). Спеціалізується у сфері застосування алгебраїчних методів у математичній фізиці, зокрема в симетрійному аналізі диференціальних рівнянь. Класифікує диференціальні рівняння за їх симетрійними властивостями, а також досліджує нелінійні моделі математичної фізики та біології.
Починаючи з 2007 р. працює в Інституті математики, з 2021 року провідний науковий співробітник, заступниця директора з наукової роботи (2021-2024).
Голова Ради молодих вчених Інституту математики НАН України (2013-2015), Голова Ради молодих вчених Відділення математики НАН України (2014-2016).
Наставниця проекту «Дівчата STEM», де успішні жінки надихають дівчат на кар'єру в сфері STEM. В 2018 році була однією із «Топ-20 надихаючих жінок».
Наставниця в міжнародному проєкті  Global Talent Mentoring (2021-2024).
Координаторка по Україні товариства «European Women in Mathematics» (2018-2024).
Посол України в Комітеті жінок-математиків Міжнародного математичного союзу (з 2018 р.).
Одна з 12 героїнь «Наука – це вона» - освітнього арт-проєкту STEM is FEM за підтримки міжнародних організацій ООН Жінки в Україні та Дитячого фонду ООН в Україні (ЮНІСЕФ).
Одна з 15 лідерок української науки за версією журналу Forbes (2024). 
У 2022-2023 рр. викладала математичні дисципліни у Національному технічному університеті України «Київський політехнічний інститут імені Ігоря Сікорського».

## Нагороди та перемоги
2010 рік — Премія Президента України для молодих вчених за цикл статей «Алгебраїчні методи в математичній фізиці» (спільно з М.О. Нестеренко).
2014 рік — Премія Президії Національної академії України для молодих вчених «Застосування алгебр Лі для побудови точних і чисельних розв'язків диференціальних рівнянь» (спільно з М.О. Нестеренко).
2014 рік — Abel Visiting Scholar Grant [Архівовано 23 жовтня 2019 у Wayback Machine.] from the Niels Henrik Abel Board.
2015 рік — Премія Інституту математики Національної академії України для молодих вчених імені Ю.Д. Соколова за цикл робіт «Груповий аналіз класів рівнянь математичної фізики».
2018 рік — переможниця української премії L'ORÉAL-ЮНЕСКО «Для жінок у науці».
2019 рік — The grant from The Elsevier Mathematical Sciences Sponsorship Fund [Архівовано 23 жовтня 2019 у Wayback Machine.] for the organization of the event “Women in Mathematics: History and Perspectives [Архівовано 9 липня 2019 у Wayback Machine.]”
2020 рік — переможниця міжнародної премії «International Rising Talents» - надається молодим дослідницям в рамках премії L'ORÉAL-ЮНЕСКО «Для жінок у науці».
2020 рік — переможниця Національної премії «Жінка України» 2020 [Архівовано 24 листопада 2020 у Wayback Machine.] у категорії «Наука».
2022 рік — стипендія імені академіка НАН України Б.Є. Патона для молодих вчених Національної академії наук України – кандидатів наук (докторів філософії) і докторів наук.
2022 рік — іменна стипендія Верховної Ради України для молодих учених – докторів наук.
2023 рік — Премія Верховної Ради України молодим ученим за 2022 рік за роботу «Алгебраїчні та аналітичні методи в теорії диференціальних рівнянь та динамічних систем» (спільно з О.М. Атласюк та О.Р. Сатур).
2023 рік — Відзнака Національної академії наук України для молодих учених «Талант. Натхнення. Праця».       
2024 рік — Грант KSE Foundation «Talents for Ukraine».